# Olaf Hansen
Olaf Jonas Hansen, född 28 december 1870 i Nakskov, död 9 december 1932 i Aarhus, var en dansk poet, dramatiker och lektor.
Olaf Hansen var son till bryggaren Peter Hansen och Rasmine Olsen. Han tog studentexamen från Døckers kursus 1888 och blev cand. mag. 1894 med danska som huvudämne och latin och tyska som biämnen. Han undervisade därefter i danska vid flera skolor i Köpenhamn innan han 1906 blev anställd som lärare på Århus Katedralskole (från 1919 som lektor), en tjänst som han innehade fram till sin död. Han debuterade som diktare 1895 med dikten I Taarnet. Han debuterade i bokform 1897 med diktsamlingen Digte. I landet Nord - Saul og David – Ischariot. Därefter gav han ut diktsamlingarna Tre Folkeviser (1899), Undervejs (1902), Tværveje (1904), Nye Digte (1907), Mens Sommeren lider (1912), Danske Billeder (1917), Sommerdage og mørke Maaneder (1922) och Stemmer fra Stilheden (1931). Han gav dessutom ut antologin Fra Løvspring - til Løvfald 1918. Han var också verksam som översättare av tysk och isländsk litteratur och utgav som sådan bland annat Den ældre Edda (1911), dikter av Heinrich Heine i boken Elskovsvers og andre Digte fra ”Buch der Lieder” (1918) samt en del svensk lyrik. Han gav även ut två egna verk om isländsk litteratur: Nyislandsk Lyrik (1901) och Islandsk Renæssance (1907).
Hansen skrev flera skådespel som uppfördes i både Aarhus och Köpenhamn. Han debuterade som dramatiker 1912 med skådespelet Hos Rhinlandets Drot. Därefter följde I Rungsted Kro (1914), I Høstnatten (1914), Tornerose (1916) och Gøgen (1919). Han skrev även libretto till operetterna Børnene fra Santa Fé (1918), Venezias Nat (1918) och Komedianter (1920).
Olaf Hansen var far till redaktören Erik Olaf Hansen.